# Winfried Krause (Komiker)

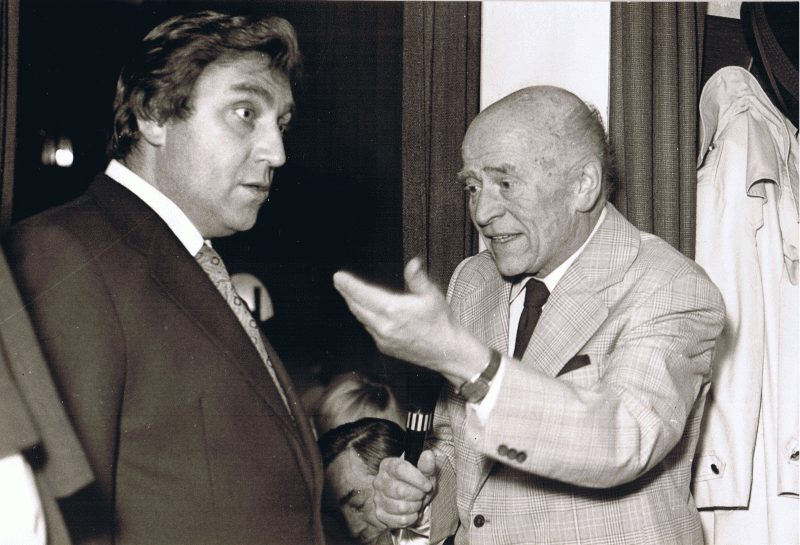
Winfried Krause (links) und Horst Feuerstein, 1981

Winfried Krause (* 26. April 1939 in Zittau, Sachsen; † 8. März 2019 in Essen) war ein deutscher Komiker oberlausitzisch-sächsischer Mundart.

## Leben
Nach seinem Abschluss als Elektroingenieur im Jahr 1967 feierte er seinen ersten großen Erfolg als Humorist im Jahr 1970 in der Fernsehsendung Herzklopfen kostenlos, nachdem er von Heinz Quermann entdeckt wurde. Zuvor (in den Jahren 1967 und 1969) wurden ihm bereits für mehrere Monate Auftrittsverbote wegen seiner kritischen Inhalte erteilt.
Im Jahr 1975 erhielt er die in der DDR notwendige offizielle Zulassung und Einstufung zum Berufskünstler; also die Erlaubnis, hauptberuflich Humorist zu sein. Von 1971 bis 1990 war er regelmäßig in der Samstag-Abend-Show Da liegt Musike drin und in der Weihnachtsrevue Zwischen Frühstück und Gänsebraten des Deutschen Fernsehfunks zu sehen. Nach der Wende moderierte er unter anderem beim MDR den Langen Samstag.
Winfried Krause schrieb Texte für Fernsehen und Rundfunk, hauptsächlich für sich und seine Sketchpartner, unter anderen Horst Feuerstein, Margot Ebert, Reiner Süß und Eberhard Cohrs.
Mit seinem Tourneeprogramm In der Stimmungsklause … (mit Winfried Krause als Oberkellner, Horst Feuerstein als Objektleiter, Eva Schröder-Branzke als Köchin, Ingolf Hartstein, Freddy Athenos, „Mary und Jolly“ als Gäste und dem Sextett „Quintett Leipzig +1“) war er von 1980 bis 1984 unterwegs, von 1985 bis 1989 mit der Revue Immer dieser Krause (mit Hannes Langer, Gerda Bachtig, „Corny“, I. Hartstein und dem „Dresden Septett“).
Winfried Krause starb in der Nacht vom 8. zum 9. März 2019 im Alter von 79 Jahren im St. Josef Krankenhaus in Essen-Werden.

## Typische Zitate
- „Sie denken wohl, wir haben in der DDR keine großen Flaschen?“
- „Das ist alles von uns. Aber nicht für uns.“
- „Wenner kladschen wolld, müßder beede Hände nehmn ...“